# Oito Honras e Oito Vergonhas
As Oito Honras e Oito Vergonhas (Chinês simplificado: 八荣八耻; Chinês tradicional: 八榮八恥; pinyin: bā róng bā chǐ) também conhecidas como as Oito honras e Desgraças, é um conjunto de conceitos morais desenvolvidas pelo Secretário-Geral Hu Jintao para os cidadãos da República Popular da China. Conhecidas também como Oito Virtudes e Vergonhas, ou Programa de Oito Passos de Hu Jintao. Seu nome formal na China é Conceitos Socialista sobre a Honra e Desgraças (Chinês simplificado: 社会主义荣辱观; Chinês tradicional: 社會主義榮辱觀; pinyin: shè huì zhǔ yì róng rǔ guān).
Em 4 de Março de 2006, Hu lançou esta lista chamando-a de "novo parâmetro moral para medir o trabalho, a conduta e a atitude dos oficiais do Partido Comunista." Tal parâmetro foi promulgado como o código moral para todos os chines, especialmente os quadros do Partido Comunista.

## Tradução
Em outubro de 2006, o Xinhua postou uma tradução em inglês das Oito Honras e Oito Vergonhas.
| Chinês                        | Tradução em Português |
| ----------------------------- | --- |
| 以热爱祖国为荣 以危害祖国为耻 | Honra para aqueles que amam a Terra-Mãe, e vergonha para aqueles que a fere.                                                       |
| 以服务人民为荣 以背离人民为耻 | Honra para aqueles que servem o povo, vergonha para aqueles que o trai.                                                            |
| 以崇尚科学为荣 以愚昧无知为耻 | Honra para aqueles que buscam a ciência, vergonha para aqueles que recusam a educação.                                             |
| 以辛勤劳动为荣 以好逸恶劳为耻 | Honra para aqueles que trabalho duro, vergonha para aqueles se encontram na preguiça e odeiam o trabalho.                          |
| 以团结互助为荣 以损人利己为耻 | Honra para aqueles que ajudam uns aos outros, vergonha para aqueles que ganham a custas dos outros.                                |
| 以诚实守信为荣 以见利忘义为耻 | Honra para aqueles que são merecedores de confiança, vergonha para aqueles que trocam a integridade por ganhos.                    |
| 以遵纪守法为荣 以违法乱纪为耻 | Honra para aqueles que respeitam a lei e a disciplina, vergonha aos indisciplinados e criminosos.                                  |
| 以艰苦奋斗为荣 以骄奢淫逸为耻 | Honra para aqueles que defendem a vida simples e a luta árdua, e vergonha para aqueles que se afundam em extravagância e prazeres. |